# Sklepienie

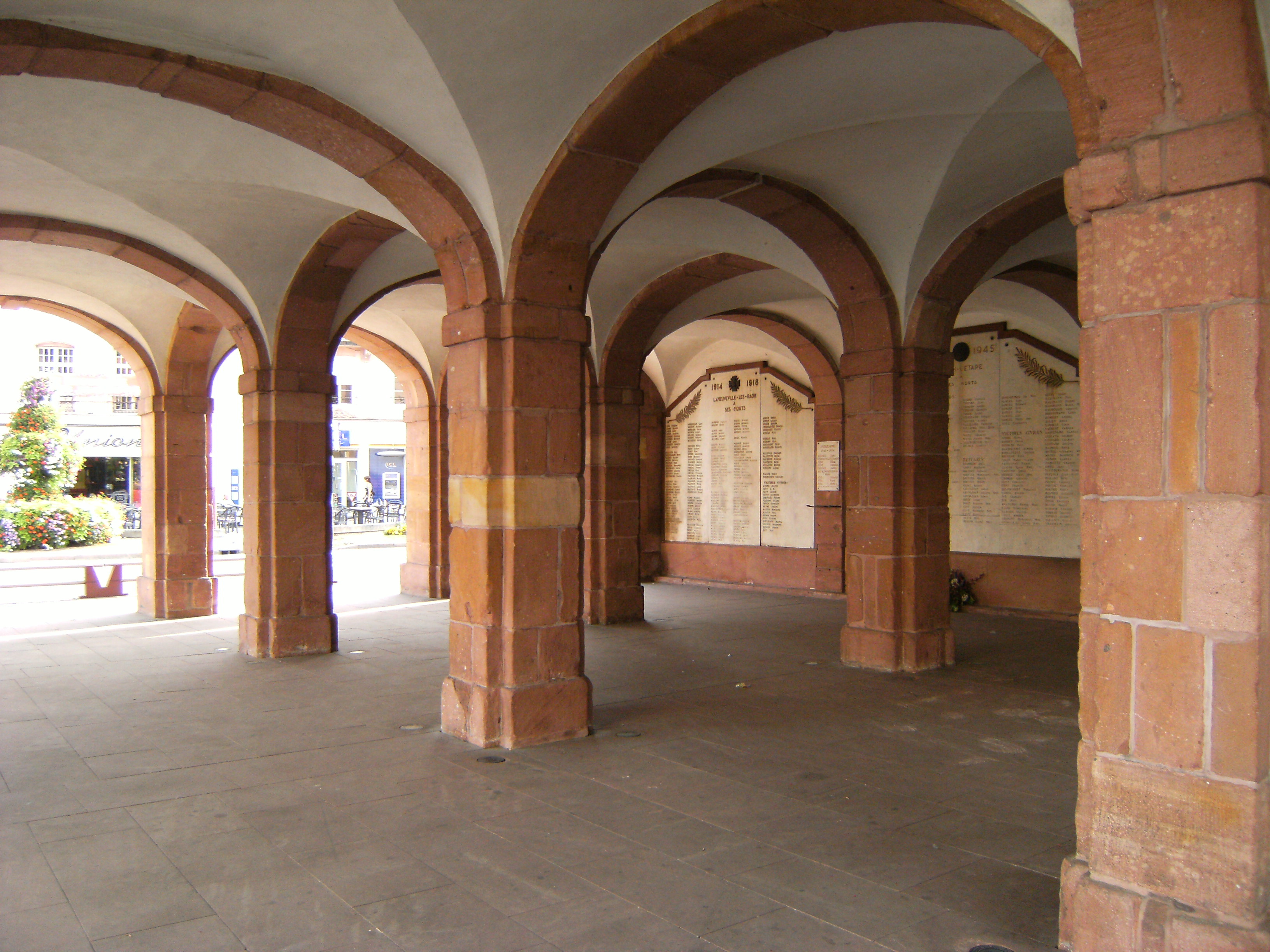
Przykład sklepienia

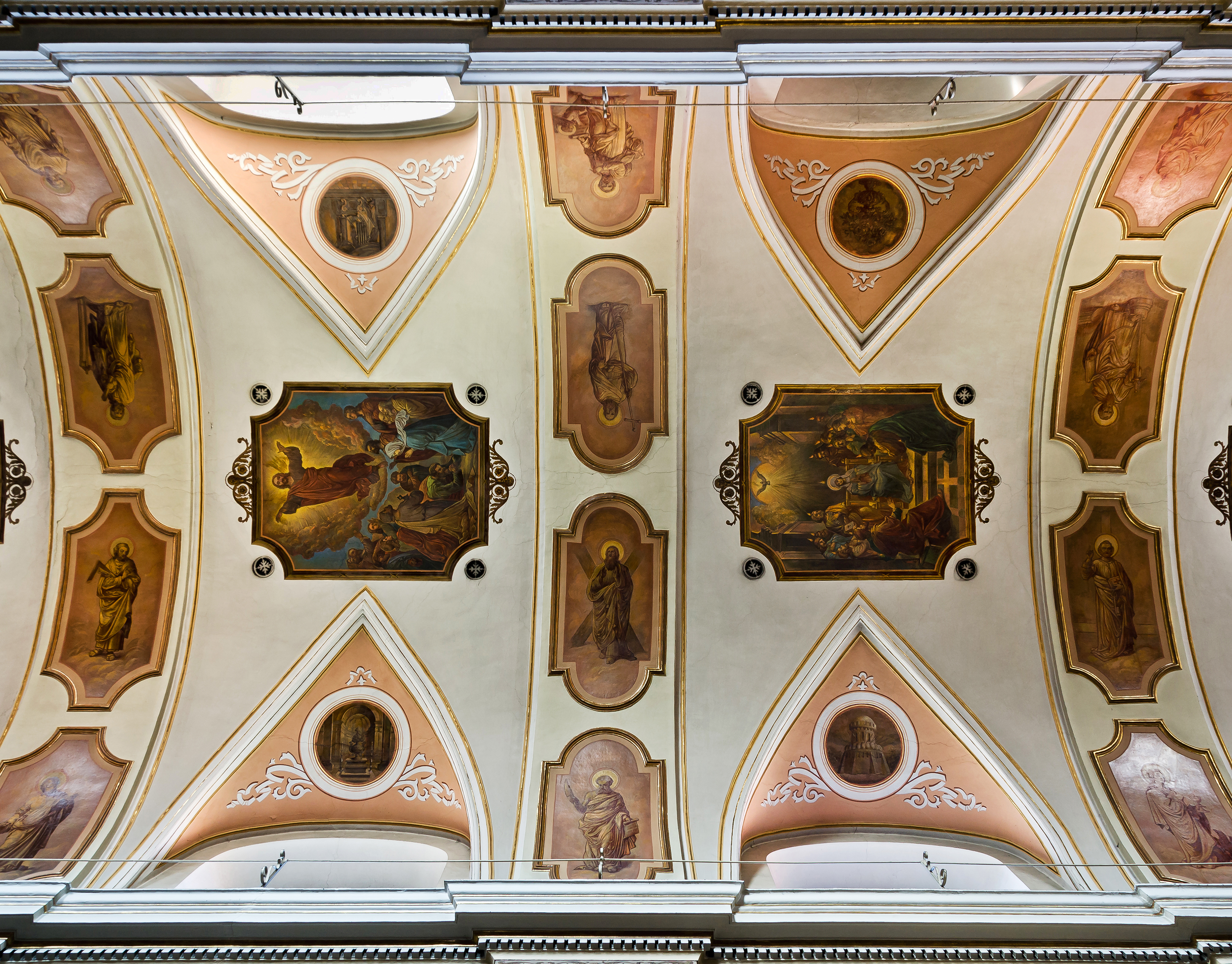
Sklepienie zdobione malarstwem ściennym

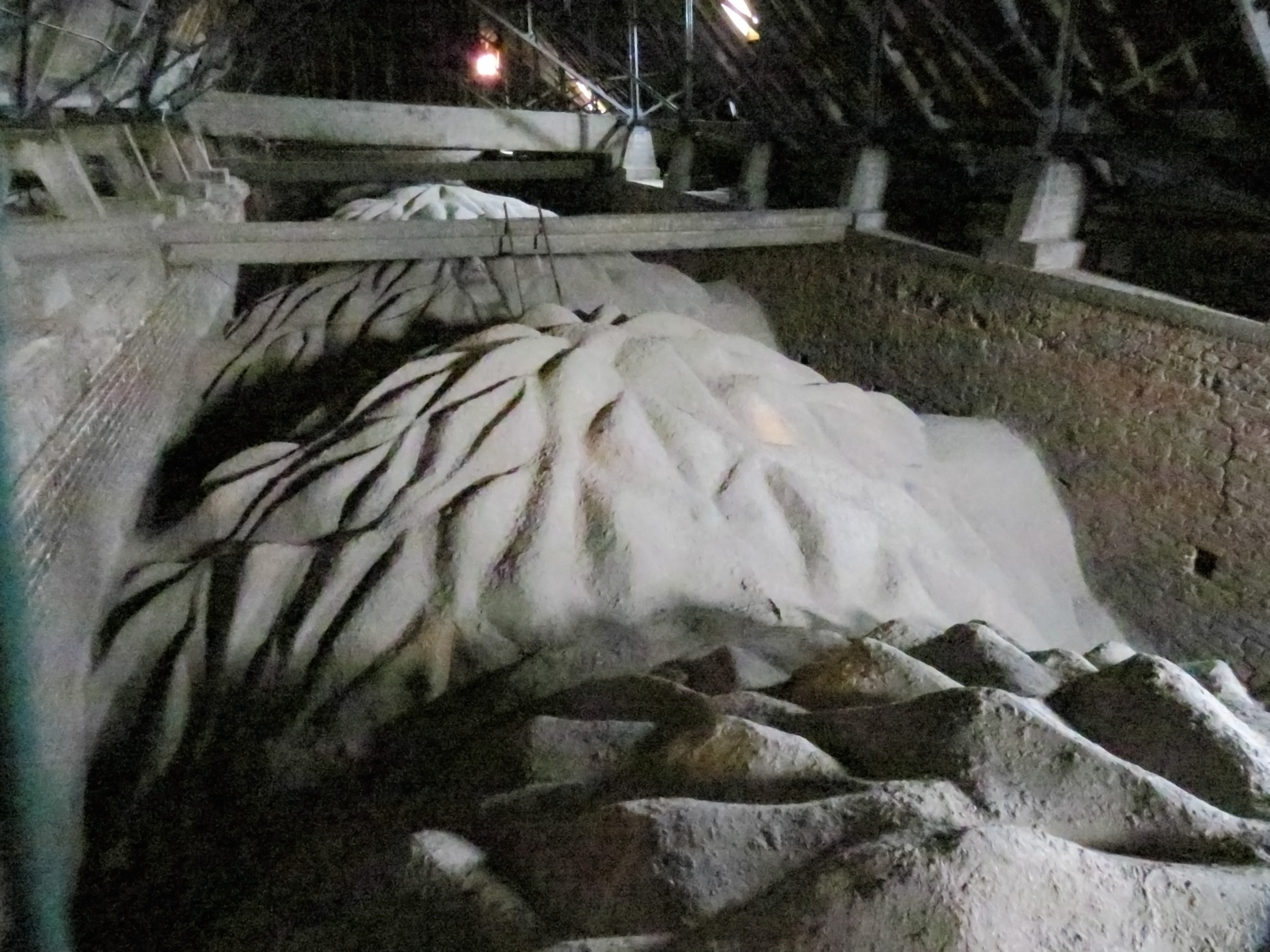
Sklepienie, widok z góry

Sklepienie – konstrukcja budowlana o przekroju krzywoliniowym, służąca do przykrycia od góry przestrzeni pomieszczenia w budynku (w konstrukcji inżynierskiej), ograniczona murami, łękami, belkami itp. Oparta na kolumnach, filarach, arkadach. Wykonana z kamienia (klińców), cegieł, betonu lub żelbetu i mająca, ze względu na możliwość tworzenia urozmaiconych form, znaczny wpływ na wygląd i architektoniczny wyraz danego pomieszczenia.

## Historia
Jako pierwsi, na szeroką skalę, sklepienia w budownictwie zastosowali starożytni Rzymianie. Jednak pierwsze próby użycia tej konstrukcji pojawiły się znacznie wcześniej.
- Starożytny Egipt – w państwie tym nie znano i nie stosowano sklepień. Jednak podczas prowadzonych archeologicznych prac badawczych odkryto w piramidzie Cheopsa próbę wykorzystania konstrukcji odciążającej i chroniącej komorę faraona przed zgnieceniem. Jest to pierwsze znane zastosowanie konstrukcji działającej na zasadach sklepienia.
- Mezopotamia i Persja – stosowano na małą skalę sklepienia pozorne, budowane na podobnej zasadzie jak łęk pozorny, czyli kolejne warstwy cegieł układane były schodkowo, aż do zetknięcia się ich w najwyższej linii. Przekrywano w ten sposób najczęściej pomieszczenia o rzucie w kształcie prostokąta lub koła.
- Starożytna Grecja – tylko na wyspie Keos znaleziono ślady stosowania sklepienia kolebkowego.
- Starożytny Rzym – Etruskowie zastosowali kamienne klińce a Rzymianie przejęli je do wykonywania przekryć nad bramami, budowy akweduktów. W dalszej kolejności do budowy pierwszych sklepień. W architekturze starożytnego Rzymu wprowadzono sklepienia: klasztorne, krzyżowe i kopułę.
- Bizancjum – architekci bizantyjscy wprowadzili nowy typ kopuły, tzw. kopuła na żaglach.
- Architektura romańska – stosowano najczęściej sklepienia kolebkowe i krzyżowe oparte na ścianach i filarach wzmocnionych systemem lizen i skarp.
- Gotyk – nastąpił dalszy rozwój sklepień zwłaszcza krzyżowych, podwyższono sklepienia nadając im kształt ostrołukowy. Przez zastosowanie żeber i wprowadzanie coraz to drobniejszego podziału płaszczyzn pomiędzy żebrami uzyskano różne odmiany sklepień krzyżowo-żebrowych: sklepienie gwiaździste, sieciowe. Drobniejszy podział ułatwiał wykonanie sklepień, co przy przykrywaniu dużych przestrzeni było bardzo ważne. Po wprowadzeniu wysklepek uzyskano sklepienia kryształowe. Jednocześnie rozwinięto system podpór zapewniających stateczność sklepień wprowadzając przypory z łękami
- Renesans – to czas stosowania sklepień kolebkowych wraz z lunetami, kopuł i sklepień zwierciadlanych. W kopułach wprowadzono żebra u układzie pionowym
- Barok i epoki późniejsze – to czas stosowania sklepień znanych wcześniej typów przede wszystkim w budownictwie sakralnym.
- XX wiek – po wejściu stali i żelbetu do powszechnego użytku na szerszą skalę zaczęto stosować kopuły do przekrywania hal widowiskowych i sportowych. Zastosowanie żelbetu i rozwój technik obliczeniowych pozwolił na stosowanie różnego typu przekryć z cienkościennych łupin opartych na krzywiznach kołowych, parabolicznych, hiperbolicznych i innych.

## Rodzaje sklepień
- sklepienie kolebkowe – sklepienie żebrowe – sklepienie krzyżowe – sklepienie krzyżowo-żebrowe – sklepienie gwiaździste – sklepienie piastowskie – sklepienie przeskokowe – sklepienie sieciowe – sklepienie wachlarzowe – sklepienie klasztorne – sklepienie kryształowe – sklepienie stalaktytowe – sklepienie palmowe – sklepienie żaglaste – sklepienie zwierciadlane - sklepienie nieckowe.

## Galeria – różne typy sklepień

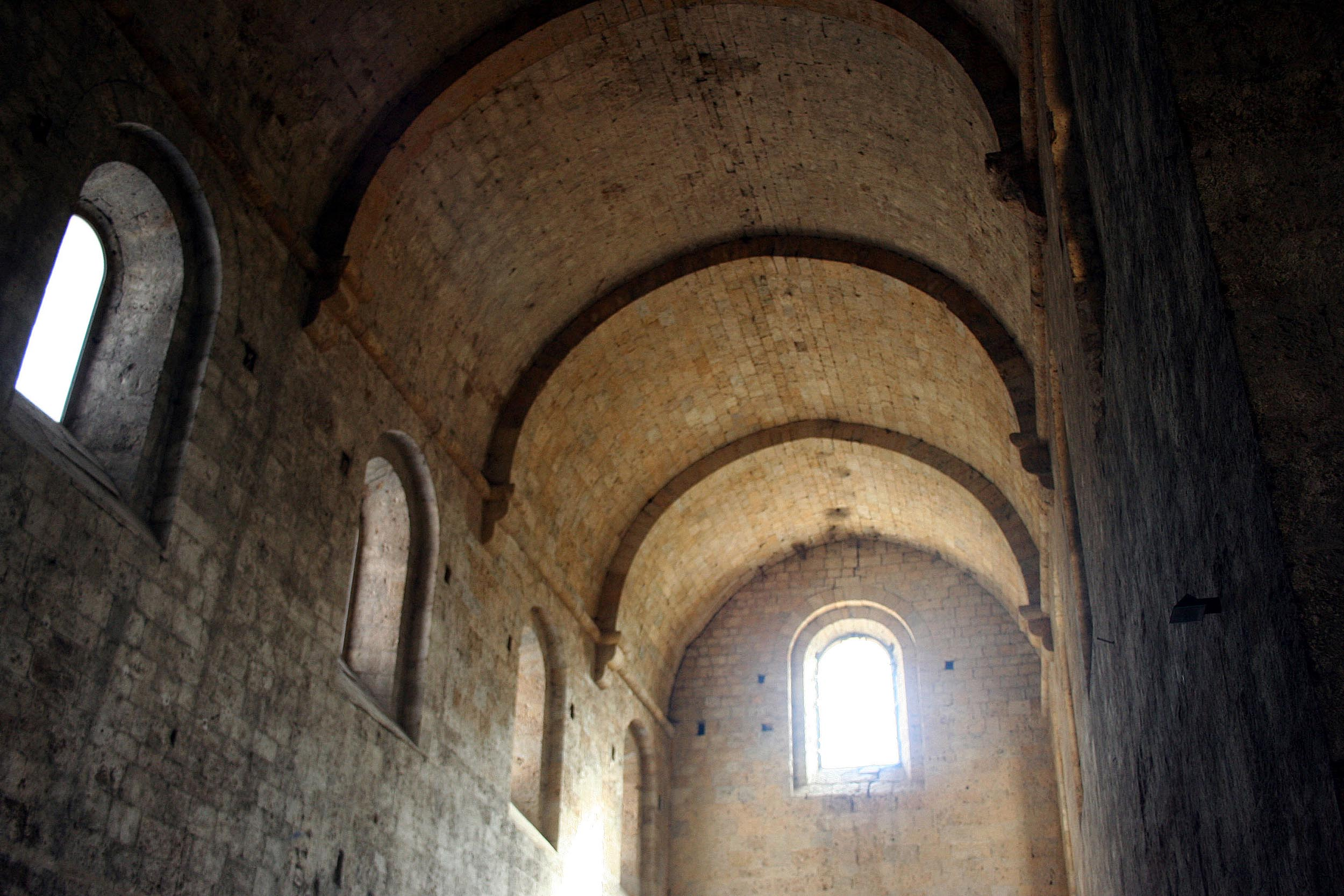
Sklepienie kolebkowe
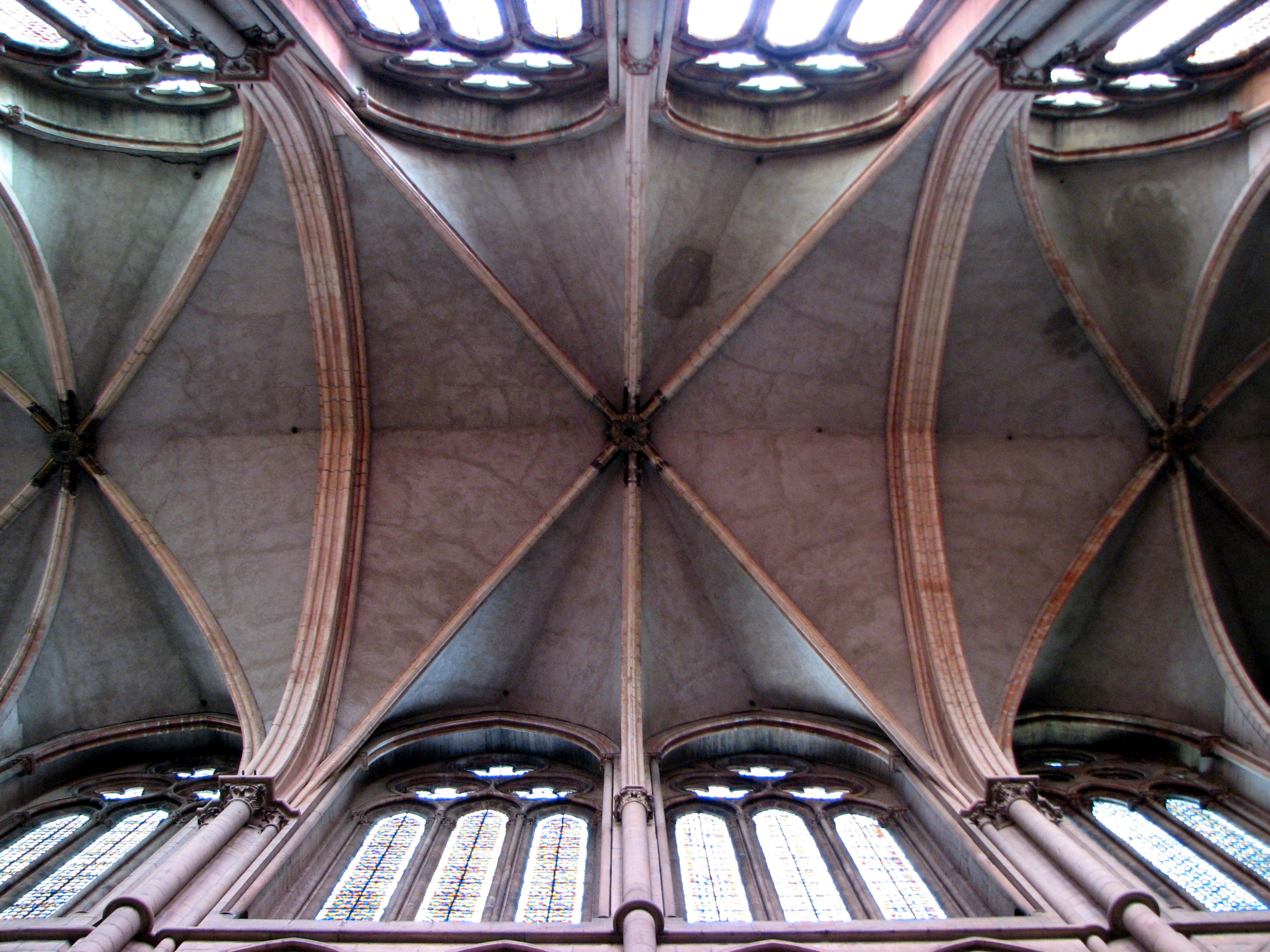
Sklepienie sześciodzielne
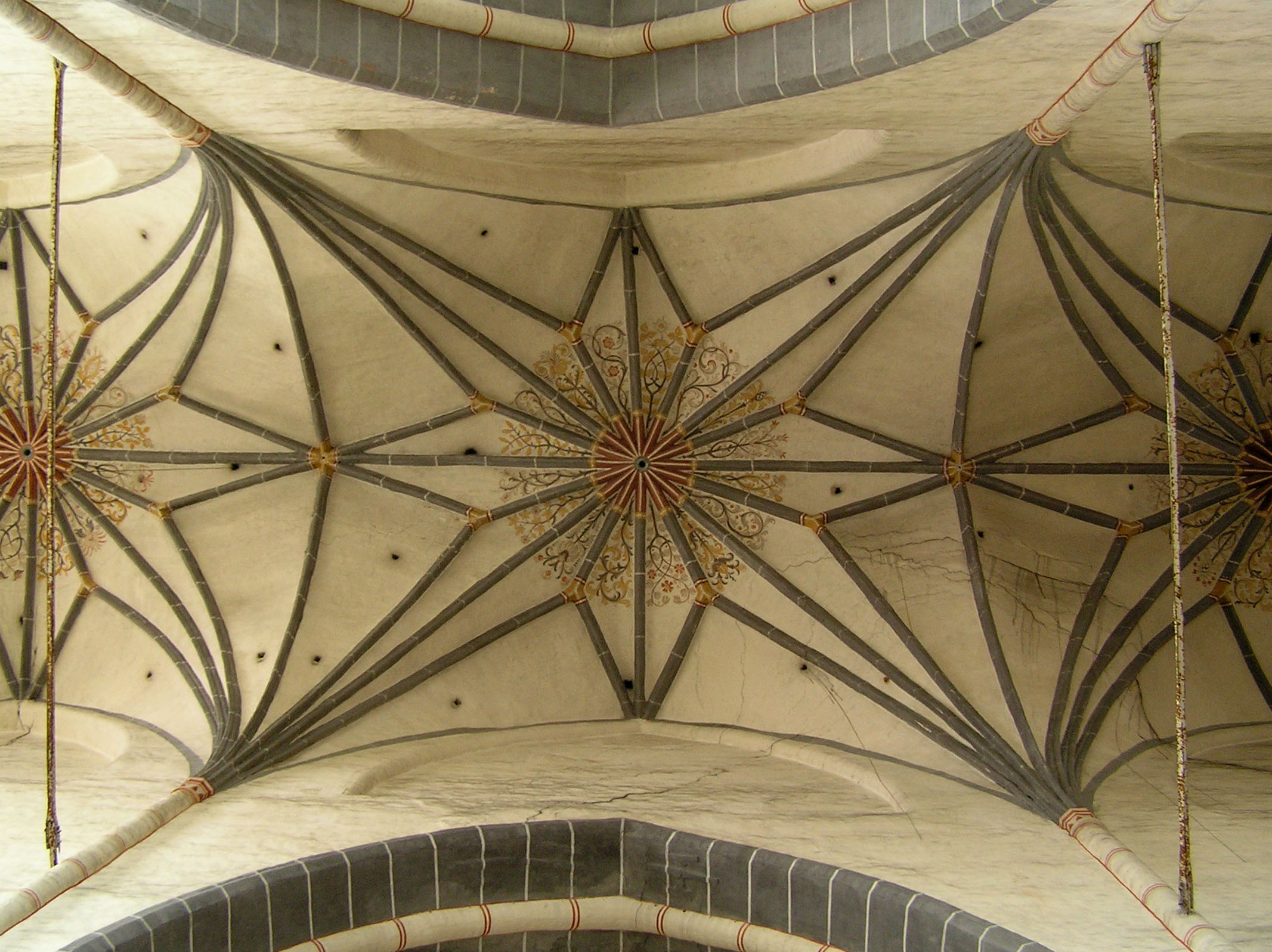
Sklepienie gwiaździste
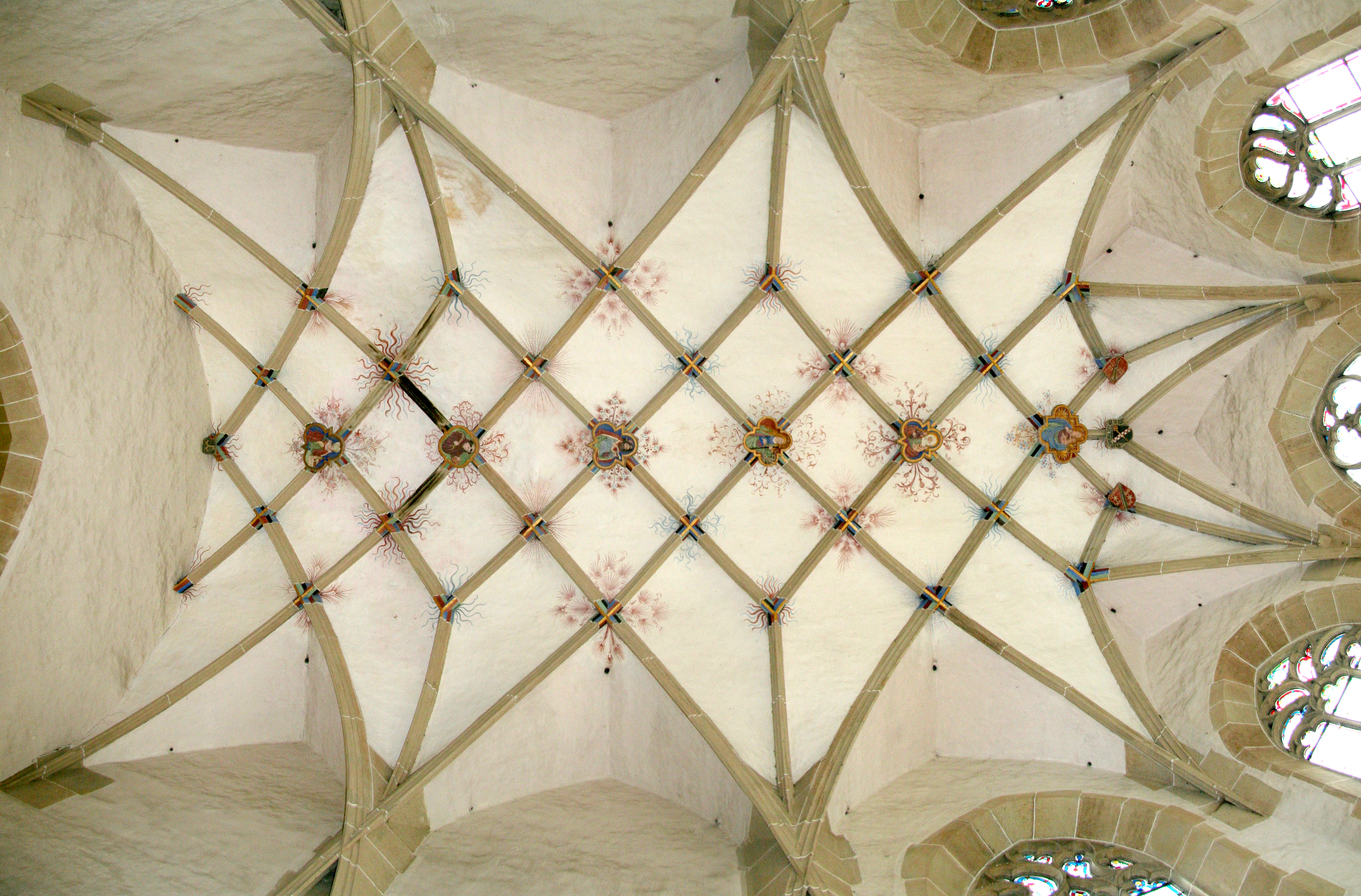
Sklepienie sieciowe

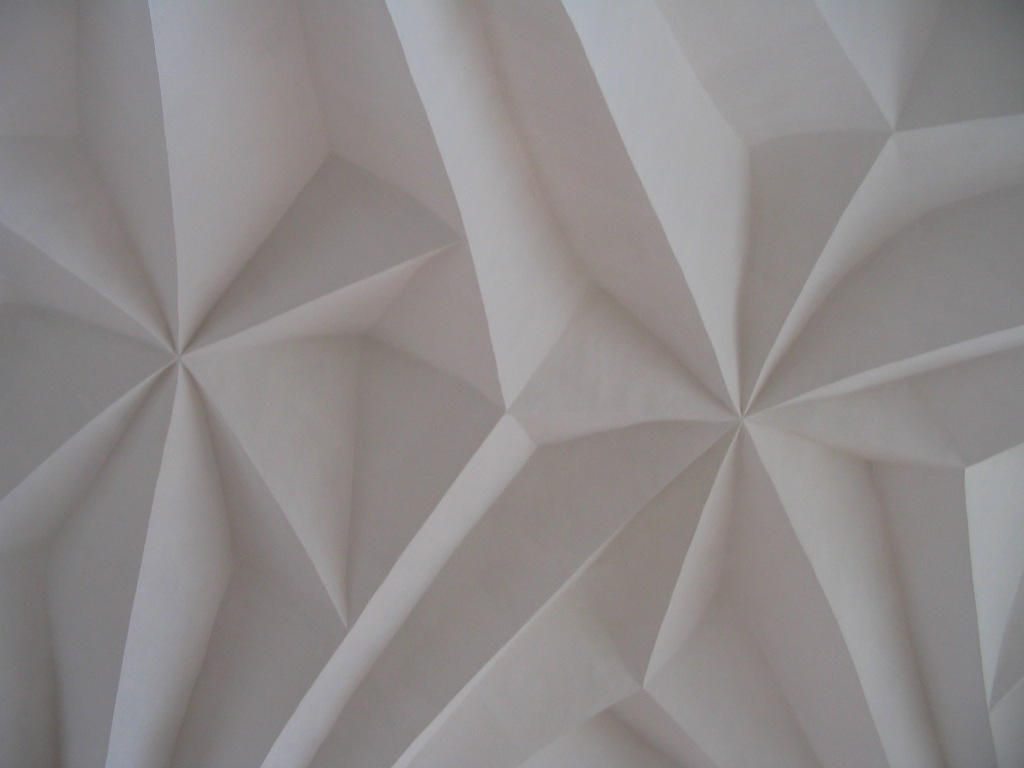
Sklepienie kryształowe
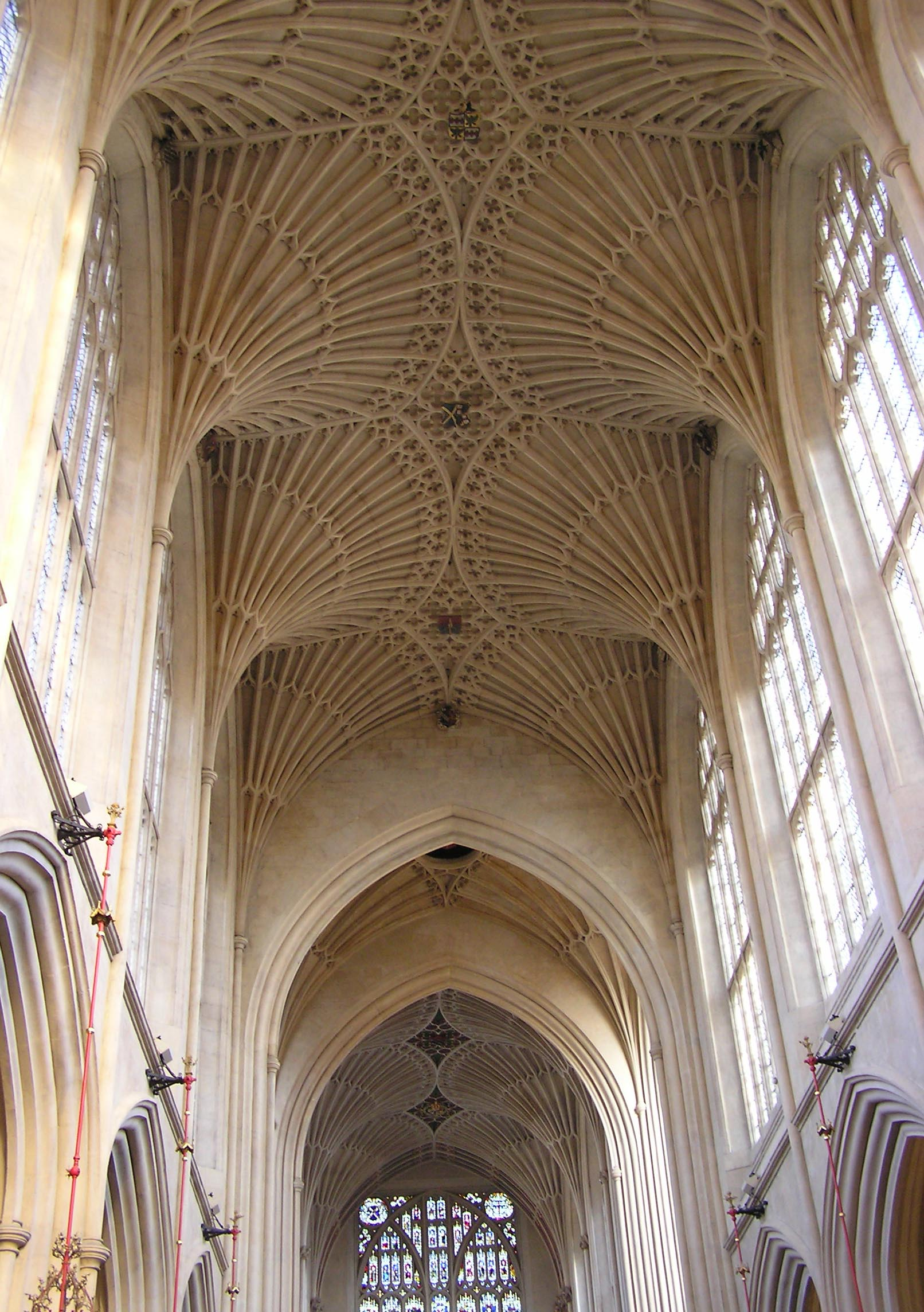
Sklepienie wachlarzowe
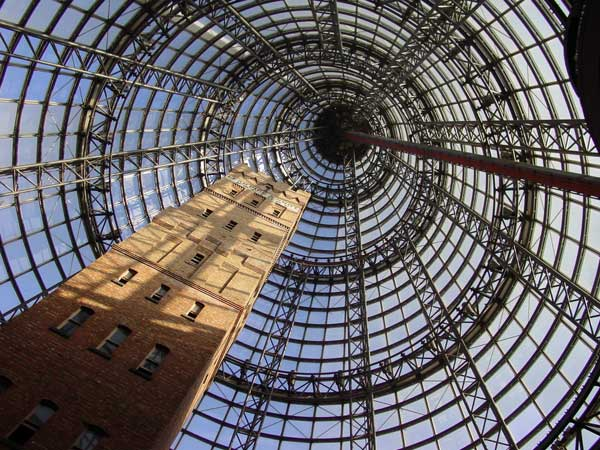
Nowoczesne sklepienie
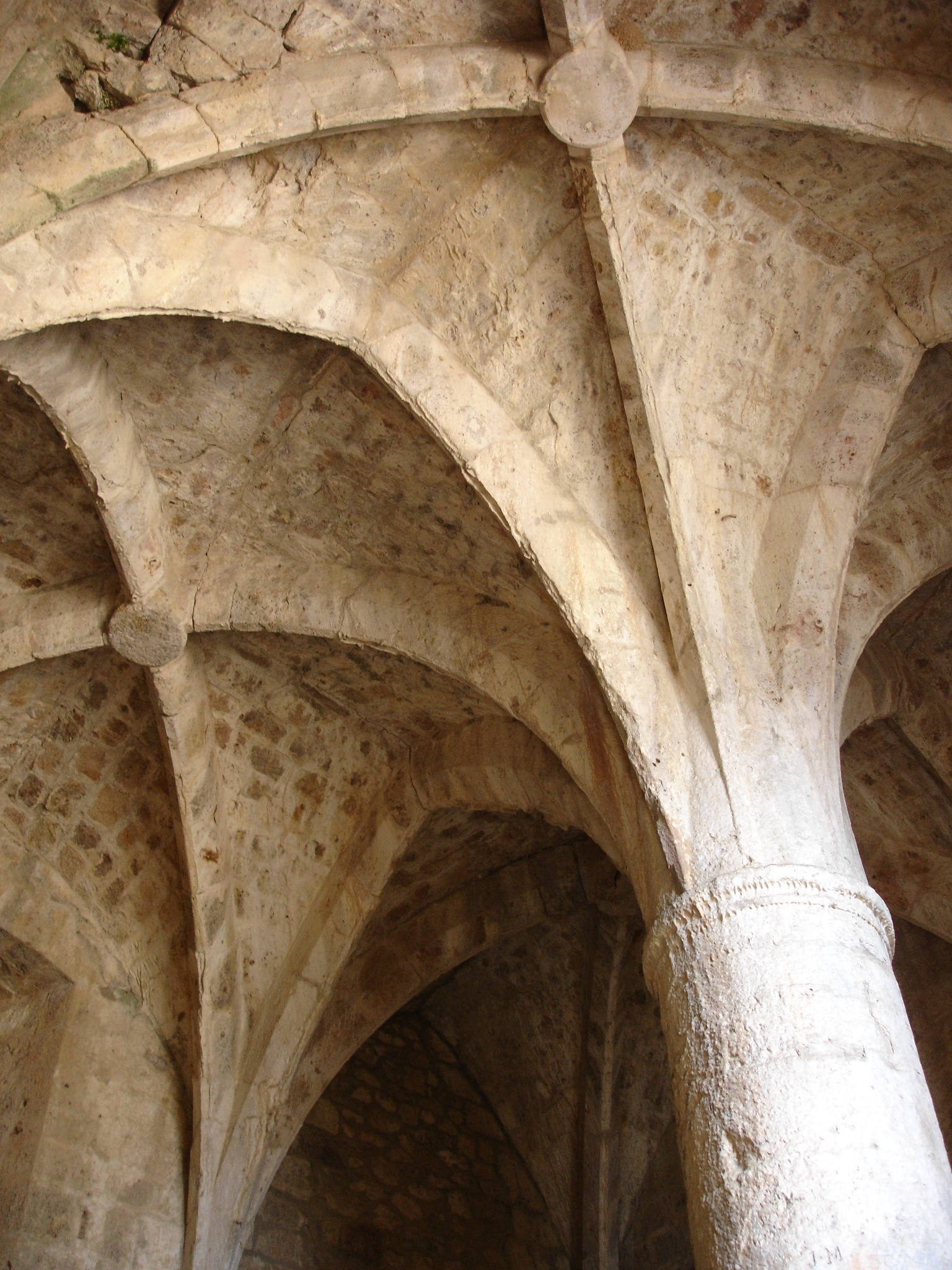
Sklepienie krzyżowo-żebrowe